# Municipio de Madera
El Municipio de Madera es uno de los 67 municipios que integran el estado mexicano de Chihuahua. Situada al poniente del estado en la Sierra Madre Occidental; su cabecera municipal es la ciudad de Madera.
Tiene su origen en un aserradero de madera y una estación que se estableció en 1906 por la empresa Sierra Madre Land Lumber Company en el punto llamado Ciénega de San Pedro.

## Geografía
El municipio de Madera está localizado en el oeste del estado de Chihuahua, surcado por la Sierra Madre Occidental y en los límites con el estado de Sonora. Tiene una extensión territorial total de 8748.414 kilómetros cuadrados, siendo uno de los más extensos del estado.
Sus coordenadas geográficas extremas son 28°41′ - 30°1′ de latitud norte y 107°46′ - 108°46′ de longitud oeste y su altitud fluctúa entre 600 y 2 900 metros sobre el nivel del mar.
Limita al norte con el municipio de Casas Grandes, al noreste con el municipio de Ignacio Zaragoza, al este con el municipio de Gómez Farías y al sureste y sur con el municipio de Temósachic. Al oeste limita con el estado de Sonora, correspondiendo al municipio de Huachinera, el municipio de Nácori Chico y el municipio de Sahuaripa.

### Orografía e hidrografía
Su territorio está ubicado entre las llanuras occidentales del estado y la Sierra Madre chihuahuense que va de norte a sur, formada por una serie continuada de cordilleras, cerros y barrancas, que constituyen una zona abrupta y quebrada, lo cual hace casi inaccesible la comunicación en esta región.
Al norte se ensancha la Sierra Madre y se une con varias serranías. En la zona oriental hay grandes planicies que alcanzan hasta 2,200 metros de altura.
La hidrografía está subdividida entre las vertientes del Océano Pacífico y la continental. A la primera pertenece el río Papigochi que en su jurisdicción recibe el nombre de Aros, cambia su vertiente rumbo al sur formando la barranca de Guaynopa, vuelve a enfilarse al oeste y pasa al estado de Sonora un poco arriba del pueblo de Nátora, donde desemboca al río Yaqui. Se le unen los ríos Chico, Mulatos, Tutuaca y el arroyo del Garabato. El río del Castillo nace en su territorio y pasa a Sonora en donde se une al Aros.
A la vertiente continental corresponde el río Casas Grandes, cuyas primeras corrientes son los arroyos de las Jaras, La Cumbre y La Cebadilla, las cuales pasan al Municipio de Casas Grandes en donde forman la corriente principal. El municipio cuenta con tres ríos: el Papigochi, el río Tutuaca y el río Chico, así como las lagunas (Tres, Gorro Blanco y los Ojos) y una presa denominada Peñitas.

### Clima
El clima de Madera es de gran variedad debido a la extensión territorial del municipio y su ubicación geográfica permite que el clima sea muy frío durante el invierno presentándose fuertes nevadas y alcanzando temperaturas de hasta -25 °C. Los veranos son cálidos, sin embargo, durante la temporada de lluvias tiende a ser muy fresco. La temperatura máxima promedio es de 27 °C en verano y de 10 °C en invierno y la mínima promedio de 10 °C en verano y -7 °C en invierno, su precipitación pluvial es de 757 mm con un promedio anual de 87 días de lluvia y una humedad relativa de 70%, lo que implica que esta región tenga vastas zonas alpinas y de mucha vegetación.
El municipio cuenta con los siguientes climas:
- Semicálido subhúmedo con lluvias en verano de menor humedad y este tipo de clima ocupa una superficie municipal aproximada del 8.56%.

- Templado subhúmedo con lluvias en verano de humedad media, ocupa una superficie de 33.04% del territorio municipal.

- Templado subhúmedo con lluvias en verano de menor humedad, ocupa una superficie de 5.24% del territorio municipal.

- Semifrio subhumedo con lluvias en verano de mayor humedad, ocupa el 47.02% del territorio municipal.

- Semifrio subhumedo con lluvias en verano de humedad media, ocupa el 2.64% del territorio municipal.

- Semiseco semicalido, ocupa 2.36% del territorio municipal.

- Semiseco templado, ocupa 0.54% del territorio municipal.[4]

| Parámetros climáticos promedio de Ciudad Madera (1981-2010, R. 1922-2010) | Parámetros climáticos promedio de Ciudad Madera (1981-2010, R. 1922-2010) | Parámetros climáticos promedio de Ciudad Madera (1981-2010, R. 1922-2010) | Parámetros climáticos promedio de Ciudad Madera (1981-2010, R. 1922-2010) | Parámetros climáticos promedio de Ciudad Madera (1981-2010, R. 1922-2010) | Parámetros climáticos promedio de Ciudad Madera (1981-2010, R. 1922-2010) | Parámetros climáticos promedio de Ciudad Madera (1981-2010, R. 1922-2010) | Parámetros climáticos promedio de Ciudad Madera (1981-2010, R. 1922-2010) | Parámetros climáticos promedio de Ciudad Madera (1981-2010, R. 1922-2010) | Parámetros climáticos promedio de Ciudad Madera (1981-2010, R. 1922-2010) | Parámetros climáticos promedio de Ciudad Madera (1981-2010, R. 1922-2010) | Parámetros climáticos promedio de Ciudad Madera (1981-2010, R. 1922-2010) | Parámetros climáticos promedio de Ciudad Madera (1981-2010, R. 1922-2010) | Parámetros climáticos promedio de Ciudad Madera (1981-2010, R. 1922-2010) |
| Mes                                                                       | Ene.                                                                      | Feb.                                                                      | Mar.                                                                      | Abr.                                                                      | May.                                                                      | Jun.                                                                      | Jul.                                                                      | Ago.                                                                      | Sep.                                                                      | Oct.                                                                      | Nov.                                                                      | Dic.                                                                      | Anual                                                                     |
| ------------------------------------------------------------------------- | ------------------------------------------------------------------------- | ------------------------------------------------------------------------- | ------------------------------------------------------------------------- | ------------------------------------------------------------------------- | ------------------------------------------------------------------------- | ------------------------------------------------------------------------- | ------------------------------------------------------------------------- | ------------------------------------------------------------------------- | ------------------------------------------------------------------------- | ------------------------------------------------------------------------- | ------------------------------------------------------------------------- | ------------------------------------------------------------------------- | ------------------------------------------------------------------------- |
| Temp. máx. abs. (°C)                                                      | 24.0                                                                      | 27.0                                                                      | 29.0                                                                      | 33.0                                                                      | 37.0                                                                      | 40.0                                                                      | 39.0                                                                      | 38.3                                                                      | 39.0                                                                      | 38.2                                                                      | 34.2                                                                      | 27.0                                                                      | 40.0                                                                      |
| Temp. máx. media (°C)                                                     | 13.2                                                                      | 14.6                                                                      | 17.4                                                                      | 21.0                                                                      | 25.9                                                                      | 28.3                                                                      | 27.2                                                                      | 26.1                                                                      | 25.2                                                                      | 22.1                                                                      | 17.8                                                                      | 14.1                                                                      | 21.1                                                                      |
| Temp. mín. media (°C)                                                     | -7.2                                                                      | -5.5                                                                      | -3.4                                                                      | -0.4                                                                      | 3.3                                                                       | 8.1                                                                       | 10.4                                                                      | 10.0                                                                      | 7.3                                                                       | 1.2                                                                       | -4.1                                                                      | -7.5                                                                      | 1.0                                                                       |
| Temp. mín. abs. (°C)                                                      | -42.0                                                                     | -20.0                                                                     | -7.0                                                                      | -11.0                                                                     | -8.0                                                                      | -4.0                                                                      | 1.0                                                                       | 1.0                                                                       | -3.0                                                                      | -11.0                                                                     | -17.0                                                                     | -32.0                                                                     | -42.0                                                                     |
| Precipitación total (mm)                                                  | 50.7                                                                      | 53.6                                                                      | 25.7                                                                      | 15.4                                                                      | 14.2                                                                      | 53.7                                                                      | 153.8                                                                     | 150.9                                                                     | 73.8                                                                      | 40.7                                                                      | 37.2                                                                      | 63.5                                                                      | 733.2                                                                     |
| Días de lluvias (≥ 0.5 mm)                                                | 4.9                                                                       | 4.8                                                                       | 3.0                                                                       | 2.5                                                                       | 2.7                                                                       | 7.8                                                                       | 17.8                                                                      | 16.8                                                                      | 9.6                                                                       | 4.3                                                                       | 3.6                                                                       | 4.6                                                                       | 82.4                                                                      |
| Días de nevadas (≥ 1 mm)                                                  | 4.7                                                                       | 1.8                                                                       | 0.6                                                                       | 0.0                                                                       | 0.0                                                                       | 0.0                                                                       | 0.0                                                                       | 0.0                                                                       | 0.0                                                                       | 0.2                                                                       | 0.5                                                                       | 2.7                                                                       | 9.0                                                                       |
| Fuente: Servicio Meteorológico Nacional −                                 |                                                                           |                                                                           |                                                                           |                                                                           |                                                                           |                                                                           |                                                                           |                                                                           |                                                                           |                                                                           |                                                                           |                                                                           |                                                                           |

| Parámetros climáticos promedio de Mesa del Huracán | Parámetros climáticos promedio de Mesa del Huracán | Parámetros climáticos promedio de Mesa del Huracán | Parámetros climáticos promedio de Mesa del Huracán | Parámetros climáticos promedio de Mesa del Huracán | Parámetros climáticos promedio de Mesa del Huracán | Parámetros climáticos promedio de Mesa del Huracán | Parámetros climáticos promedio de Mesa del Huracán | Parámetros climáticos promedio de Mesa del Huracán | Parámetros climáticos promedio de Mesa del Huracán | Parámetros climáticos promedio de Mesa del Huracán | Parámetros climáticos promedio de Mesa del Huracán | Parámetros climáticos promedio de Mesa del Huracán | Parámetros climáticos promedio de Mesa del Huracán |
| Mes                                                | Ene.                                               | Feb.                                               | Mar.                                               | Abr.                                               | May.                                               | Jun.                                               | Jul.                                               | Ago.                                               | Sep.                                               | Oct.                                               | Nov.                                               | Dic.                                               | Anual                                              |
| -------------------------------------------------- | -------------------------------------------------- | -------------------------------------------------- | -------------------------------------------------- | -------------------------------------------------- | -------------------------------------------------- | -------------------------------------------------- | -------------------------------------------------- | -------------------------------------------------- | -------------------------------------------------- | -------------------------------------------------- | -------------------------------------------------- | -------------------------------------------------- | -------------------------------------------------- |
| Temp. máx. abs. (°C)                               | 22.0                                               | 24.0                                               | 27.0                                               | 29.0                                               | 34.0                                               | 36.0                                               | 35.0                                               | 31.0                                               | 30.0                                               | 29.0                                               | 26.0                                               | 25.0                                               | 36.0                                               |
| Temp. máx. media (°C)                              | 12.1                                               | 14.0                                               | 16.4                                               | 20.1                                               | 23.8                                               | 28.0                                               | 25.6                                               | 24.4                                               | 23.3                                               | 20.7                                               | 16.5                                               | 13.2                                               | 19.8                                               |
| Temp. mín. media (°C)                              | -4.0                                               | -3.4                                               | -1.4                                               | 1.4                                                | 4.6                                                | 9.2                                                | 11.5                                               | 10.9                                               | 8.8                                                | 4.3                                                | -1.0                                               | -3.5                                               | 3.1                                                |
| Temp. mín. abs. (°C)                               | -42.0                                              | -16.0                                              | -23.0                                              | -10.0                                              | -5.0                                               | 0.0                                                | 3.0                                                | 0.0                                                | -1.5                                               | -6.0                                               | -11.0                                              | -32.0                                              | -42.0                                              |
| Precipitación total (mm)                           | 53.0                                               | 39.9                                               | 32.8                                               | 15.7                                               | 12.4                                               | 52.0                                               | 163.0                                              | 158.6                                              | 98.6                                               | 50.7                                               | 32.5                                               | 52.4                                               | 761.6                                              |
| Días de lluvias (≥ 0.5 mm)                         | 6.6                                                | 4.5                                                | 3.4                                                | 2.6                                                | 2.9                                                | 7.4                                                | 20.3                                               | 19.5                                               | 11.3                                               | 6.2                                                | 3.7                                                | 5.8                                                | 94.2                                               |
| Días de nevadas (≥ 1 cm)                           | 4.0                                                | 1.9                                                | 1.9                                                | 0.7                                                | 0                                                  | 0                                                  | 0                                                  | 0                                                  | 0                                                  | 0                                                  | 0.3                                                | 1.6                                                | 10.4                                               |
| Fuente n.º 1: Servicio Meteorológico Nacional      |                                                    |                                                    |                                                    |                                                    |                                                    |                                                    |                                                    |                                                    |                                                    |                                                    |                                                    |                                                    |                                                    |
| Fuente n.º 2: Colegio de Postgraduados             |                                                    |                                                    |                                                    |                                                    |                                                    |                                                    |                                                    |                                                    |                                                    |                                                    |                                                    |                                                    |                                                    |

| Parámetros climáticos promedio de Tres Ojitos | Parámetros climáticos promedio de Tres Ojitos | Parámetros climáticos promedio de Tres Ojitos | Parámetros climáticos promedio de Tres Ojitos | Parámetros climáticos promedio de Tres Ojitos | Parámetros climáticos promedio de Tres Ojitos | Parámetros climáticos promedio de Tres Ojitos | Parámetros climáticos promedio de Tres Ojitos | Parámetros climáticos promedio de Tres Ojitos | Parámetros climáticos promedio de Tres Ojitos | Parámetros climáticos promedio de Tres Ojitos | Parámetros climáticos promedio de Tres Ojitos | Parámetros climáticos promedio de Tres Ojitos | Parámetros climáticos promedio de Tres Ojitos |
| Mes                                           | Ene.                                          | Feb.                                          | Mar.                                          | Abr.                                          | May.                                          | Jun.                                          | Jul.                                          | Ago.                                          | Sep.                                          | Oct.                                          | Nov.                                          | Dic.                                          | Anual                                         |
| --------------------------------------------- | --------------------------------------------- | --------------------------------------------- | --------------------------------------------- | --------------------------------------------- | --------------------------------------------- | --------------------------------------------- | --------------------------------------------- | --------------------------------------------- | --------------------------------------------- | --------------------------------------------- | --------------------------------------------- | --------------------------------------------- | --------------------------------------------- |
| Temp. máx. media (°C)                         | 9.2                                           | 9.7                                           | 12.0                                          | 15.2                                          | 18.5                                          | 21.6                                          | 20.3                                          | 19.3                                          | 17.9                                          | 16.0                                          | 12.6                                          | 9.8                                           | 15.2                                          |
| Temp. mín. media (°C)                         | -4.2                                          | -4.0                                          | -2.2                                          | 0.3                                           | 3.3                                           | 6.6                                           | 9.1                                           | 8.5                                           | 7.1                                           | 2.0                                           | -1.3                                          | -3.1                                          | 1.8                                           |
| Precipitación total (mm)                      | 58.4                                          | 45.6                                          | 39.0                                          | 15.6                                          | 20.0                                          | 69.9                                          | 218.6                                         | 221.3                                         | 128.5                                         | 57.8                                          | 55.5                                          | 55.1                                          | 985.2                                         |
| Días de lluvias (≥ 1 mm)                      | 4.9                                           | 3.7                                           | 3.4                                           | 2.0                                           | 2.1                                           | 6.9                                           | 21.2                                          | 19.2                                          | 12.7                                          | 4.4                                           | 3.0                                           | 4.7                                           | 88.3                                          |
| Días de nevadas (≥ 1 cm)                      | 2.36                                          | 1.27                                          | 1.45                                          | 0.63                                          | 0.00                                          | 0.00                                          | 0.00                                          | 0.00                                          | 0.00                                          | 0.00                                          | 0.50                                          | 1.50                                          | 7.71                                          |
| Fuente n.º 1: Colegio de Postgraduados        |                                               |                                               |                                               |                                               |                                               |                                               |                                               |                                               |                                               |                                               |                                               |                                               |                                               |
| Fuente n.º 2: Colegio de Postgraduados        |                                               |                                               |                                               |                                               |                                               |                                               |                                               |                                               |                                               |                                               |                                               |                                               |                                               |

### Principales ecosistemas
En esta región la flora está constituida principalmente por: yucas, agaves, cactáceas, palma, cenizo, ébano, retamas como mezquite, biznaga gobernadora; pinos y coníferas.
La fauna comprende: puma, gato montés, coyote, guajolote, paloma de collar y oso negro.

### Recursos naturales
Su economía descansa en la explotación forestal, pues toda la parte occidental se encuentra cubierta de grandes bosques de pino por lo que se constituye en su principal fuente de trabajo. También es de destacar el sector minero y agrícola.

## Demografía
Según el Censo de Población y Vivienda de 2010 realizado por el Instituto Nacional de Estadística y Geografía, la población del municipio de Madera es de 29 611 habitantes, de los cuales 14 969 son hombres y 14 642 son mujeres.

### Localidades
En el censo de 2020 el municipio de Madera contaba con 115 localidades.
| Código INEGI      | Localidad         | Población (2020) |
| ----------------- | ----------------- | ---------------- |
| 080400001         | Madera            | 14 755           |
| 080400113         | El Largo          | 2 959            |
| 080400026         | Nicolás Bravo     | 1 323            |
| 080400518         | Mesa del Huracán  | 1 093            |
| 080400044         | Las Varas         | 1 012            |
| Otras localidades | Otras localidades | 4 002            |
| Total municipal   | Total municipal   | 25 144           |

## Política

### Subdivisión administrativa
El municipio de Madera se encuentra dividido en cinco secciones municipales, que son: Dolores, Nicolás Bravo, Chuhuichupa, Las Varas y El Largo.

### Representación legislativa
Para la elección de diputados locales al Congreso de Chihuahua y de diputados federales a la Cámara de Diputados federal, el municipio de Madera se encuentra integrado en los siguientes distritos electorales:
Local:
- Distrito electoral local de 1 de Chihuahua con cabecera en Nuevo Casas Grandes.

Federal:
- Distrito electoral federal 7 de Chihuahua con cabecera en Cuauhtémoc.[14]

### Presidentes municipales
| Nombre                         | Periodo                 | Partido |
| Gumersindo Terrazas            | 1912, 1919              | N/D     |
| Enrique G. Delgado Guzmán      | 1912, 1916              | N/D     |
| Esteban Valle Ramos            | 1916                    | N/D     |
| Alejandro Moya                 | 1918                    | N/D     |
| Lauro Nava Nava                | 1922                    | N/D     |
| Juan B. Macías Vargas          | 1924 - 1925             | N/D     |
| Luis Sáenz Chávez              | 1926 - 1927             | N/D     |
| Melitón Chávez y Chávez        | 1928 - 1929             | N/D     |
| Carlos Molinar                 | 1930 - 1931             | PNR     |
| Guillermo Salas Nájera         | 1932 - 1933             | PNR     |
| Carlos Molinar                 | 1934 - 1935             | PNR     |
| Agustín Mendoza                | 1936-1937               | PNR     |
| Guillermo Salas Nájera         | 1938                    | PNR     |
| Pilar Ordóñez Anchondo         | 1938 - 1939             | PNR     |
| Elfego Bencomo Licano          | 1940 - 1941             | PRM     |
| Herminio García Fierro         | 1942 - 1943             | PRM     |
| Antioco Armendáriz Baca        | 1944 - 1946             | PRM     |
| Gonzalo Carranza Ochoa         | 1947 - 1949             | PRI     |
| Pedro Valdez Mendoza           | 1950 - 1952             | PRI     |
| Antonio Bencomo Casavantes     | 1953 - 1955             | PRI     |
| Neftalí Loya Frías             | 1955                    | PRI     |
| Pablo Luévano López            | 1956                    | PRI     |
| Baltazar Gamboa Chávez         | 1956 - 1959             | PRI     |
| Fidel León García              | 1959 - 1962             | PRI     |
| Ernesto D. Castellanos Córdoba | 1962 - 1965             | PRI     |
| Guadalupe Bustillos Márquez    | 1965 - 1968             | PRI     |
| Gilberto García Domínguez      | 1968 - 1971             | PRI     |
| Rafael Quiñones Vargas         | 1971 - 1974             | PRI     |
| Joaquín Guevara Márquez        | 1974 - 1977             | PRI     |
| Ángel Francisco Leal Estrada   | 1977 - 1978             | PRI     |
| Guillermo Jáquez Sotelo        | 1978 - 1980             | PRI     |
| Alberto Campa Murrieta         | 1980 - 1983             | PRI     |
| Fidencio Ibáñez Vélez          | 1983 - 1984             | PRI     |
| Raúl Jaquez Sotelo             | 1984 - 1986             | PRI     |
| Roberto Landeros Duarte        | 1986 - 1989             | PRI     |
| Humberto Pérez Rodríguez       | 1989 - 1992             | PRI     |
| Arturo Solís Domínguez         | 1992                    | PRI     |
| Salvador Chacón Jáquez         | 1992                    | PRI     |
| Orestes Chávez Chavira         | 1992 - 1995             | PAN     |
| Alfredo Calzadillas Márquez    | 1995 - 1998             | PRI     |
| José Alfredo Vázquez Fernández | 1998 - 2001             | PAN     |
| Daniel Pérez Rodríguez         | 2001 - 2004             | PRI     |
| José Alfredo Vázquez Fernández | 2004 - 2007             | PAN     |
| Reyes González Ramos           | 2007 - 2010             | PAN     |
| Gilberto Estrada Talamantes    | 2010 - 2013             | PRI     |
| Pablo Granados Rascón          | 2013 - 2016             | PRI     |
| Jaime Torres Amaya             | 2016 - 2018 2018 - 2021 | PAN     |
| Marcelino Prieto Carreón       | 2021 - 2024             | PAN     |